# Knowle (Copplestone)
Knowle is een gehucht in het bestuurlijke gebied Mid Devon, in het Engelse graafschap Devon. Het maakt deel uit van de civil parish Copplestone. Het gehucht heeft twee vermeldingen op de Britse monumentenlijst: een boerderij waarvan delen uit de zestiende en zeventiende eeuw stammen en de aan Bonifatius gewijde dorpskerk uit de negentiende eeuw.